# Obrida comata
Obrida comata là một loài bọ cánh cứng trong họ Cerambycidae.